# Sebranice (district de Svitavy)
Pour les articles homonymes, voir Sebranice.
Sebranice (en allemand : Sebranitz) est une commune du district de Svitavy, dans la région de Pardubice, en Tchéquie. Sa population s'élevait à 984 habitants en 2024.

## Géographie
Sebranice est arrosé par la Jalovy potok et se trouve à 7 km au sud de Polička, à 16 km à l'ouest de Svitavy, à 45 km au sud-est de Pardubice et à 136 km à l'est-sud-est de Prague.
La commune est limitée par Horní Újezd et Dolní Újezd au nord, par Trstěnice et Chmelík à l'est, par Polička au sud, par Polička au sud-ouest, et par Lubná à l'ouest.

## Histoire
La première mention écrite du village date de 1043.

## Administration
La commune se compose de deux sections :
- Sebranice
- Vysoký Les

## Galerie

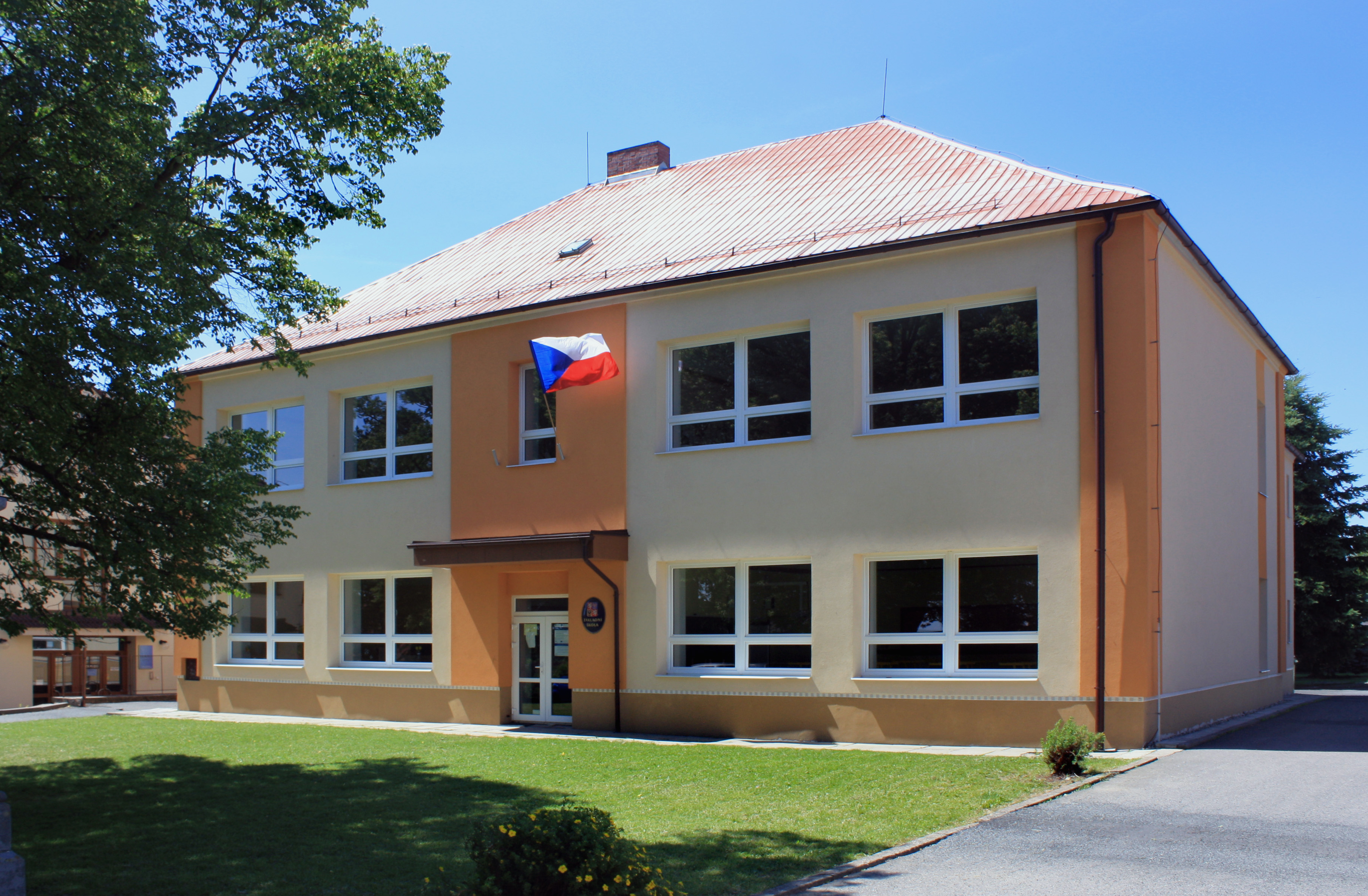
Sebranice : école primaire.
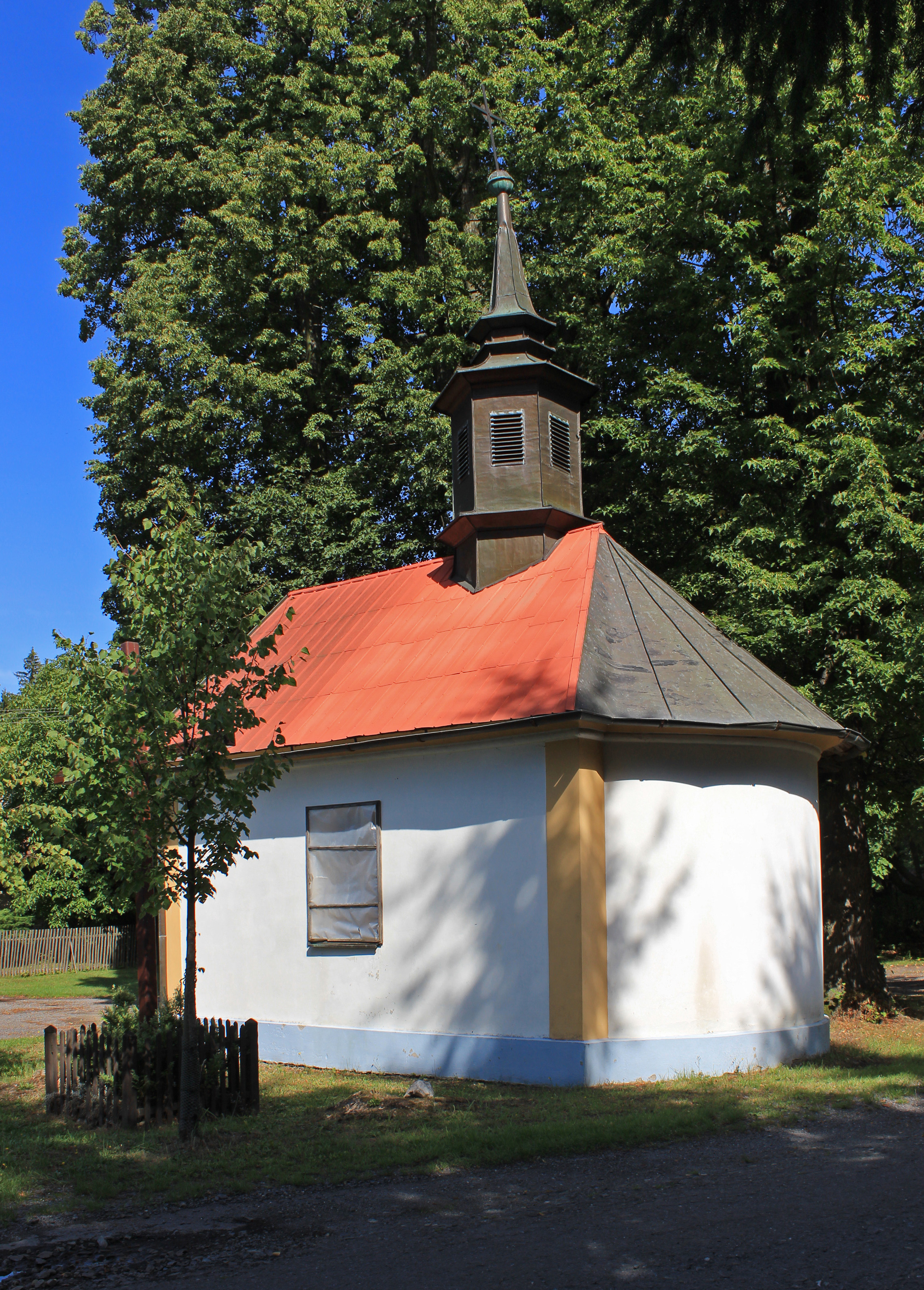
Chapelle à Vysoký Les.

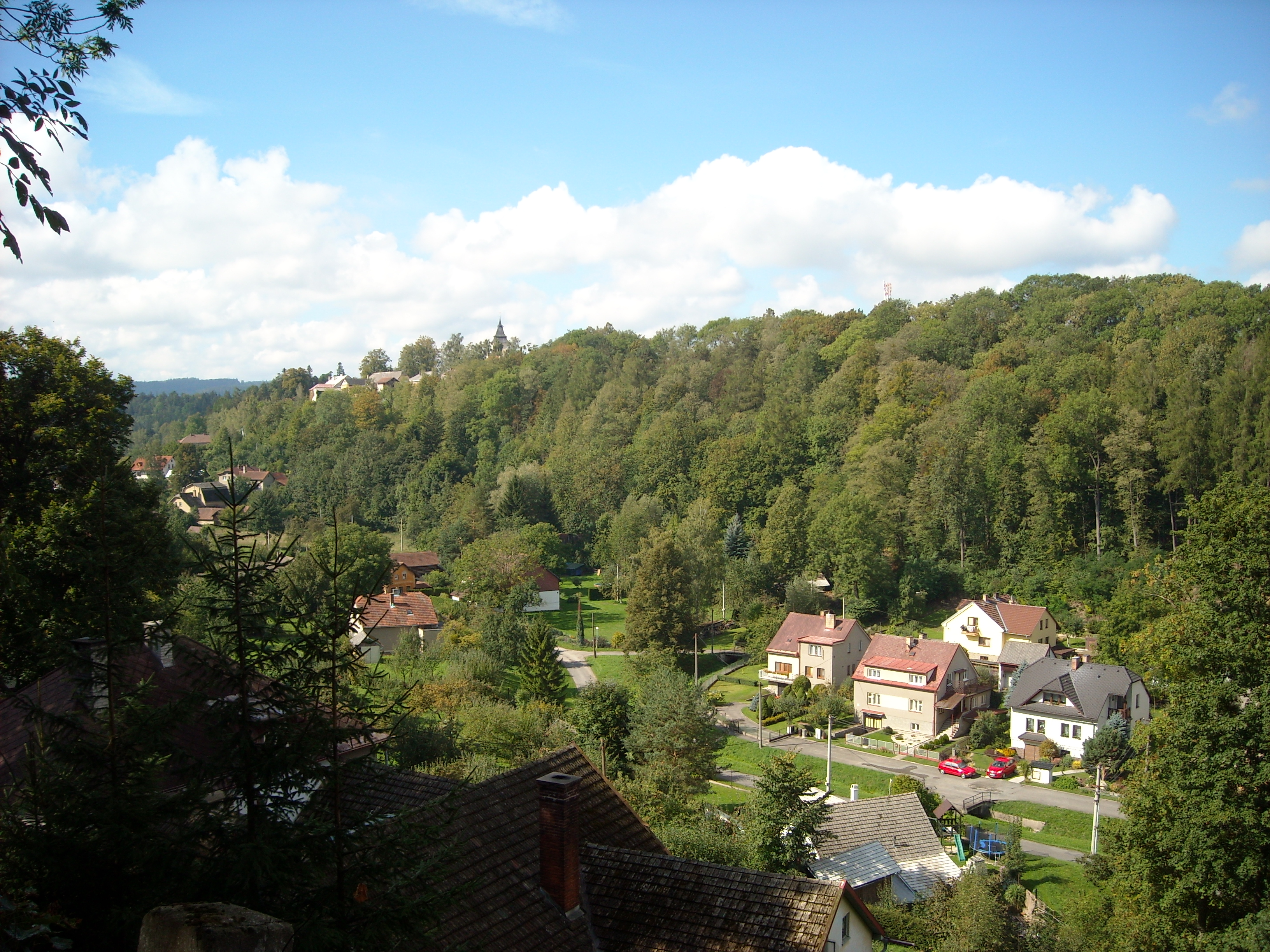
Sebranice.
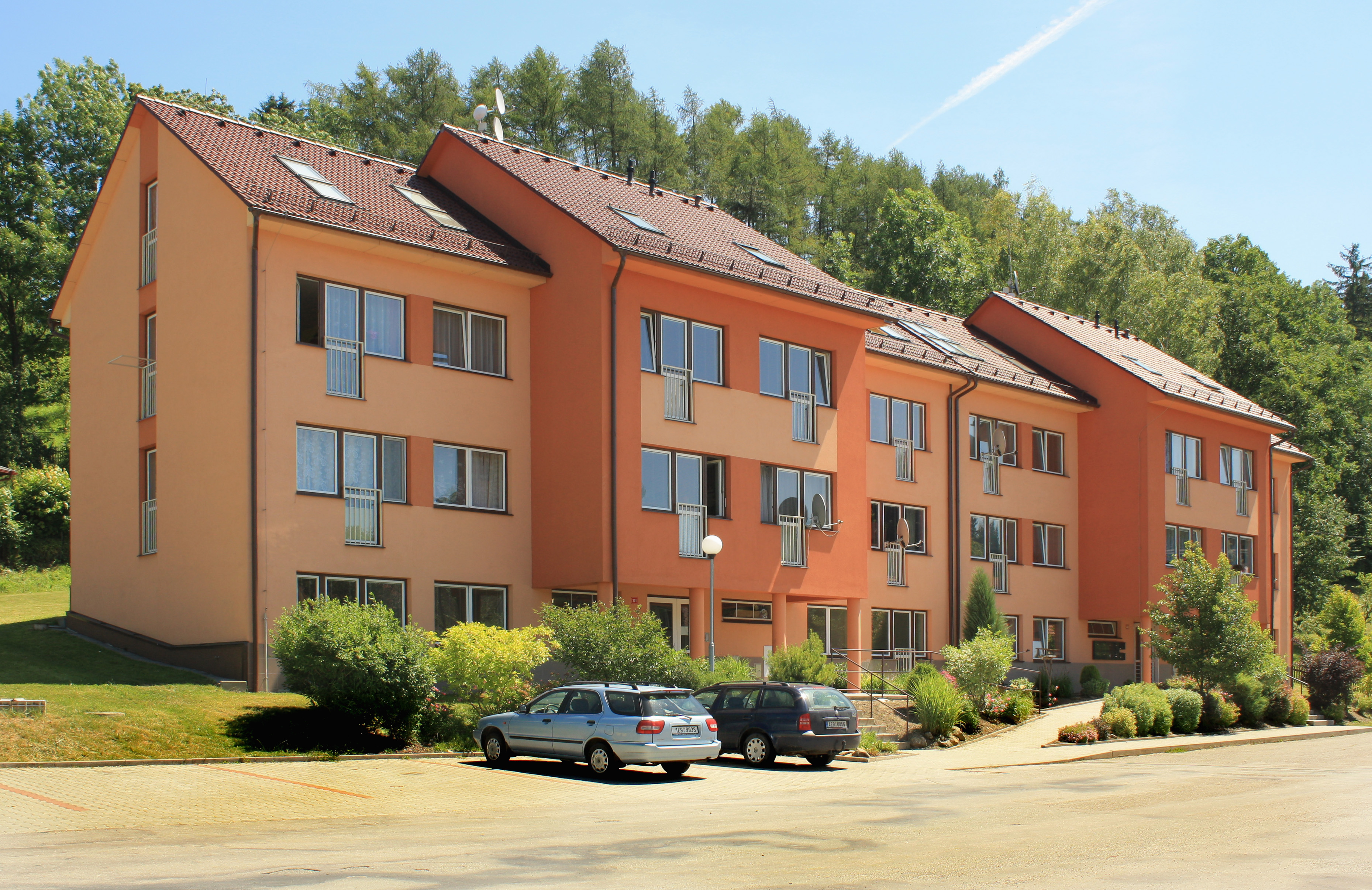
Immeuble résidentiel à Sebranice.

## Transports
Par la route, Sebranice se trouve à 8 km de Polička, à 24 km de Svitavy, à 58 km de Pardubice et à 174 km de Prague. 